# Hieracium fendleri
Hieracium fendleri es una especie de planta con flor del género Hieracium, de la familia Asteraceae, orden Asterales.

## Distribución
Hieracium fendleri se distribuye por México y Estados Unidos.

## Taxonomía
Fue descrita científicamente por Sch. Bip.
Tratamiento taxonómico
La especie aparece registrada y publicada en Bonplandia (Hannover).